# Miguel Syjuco

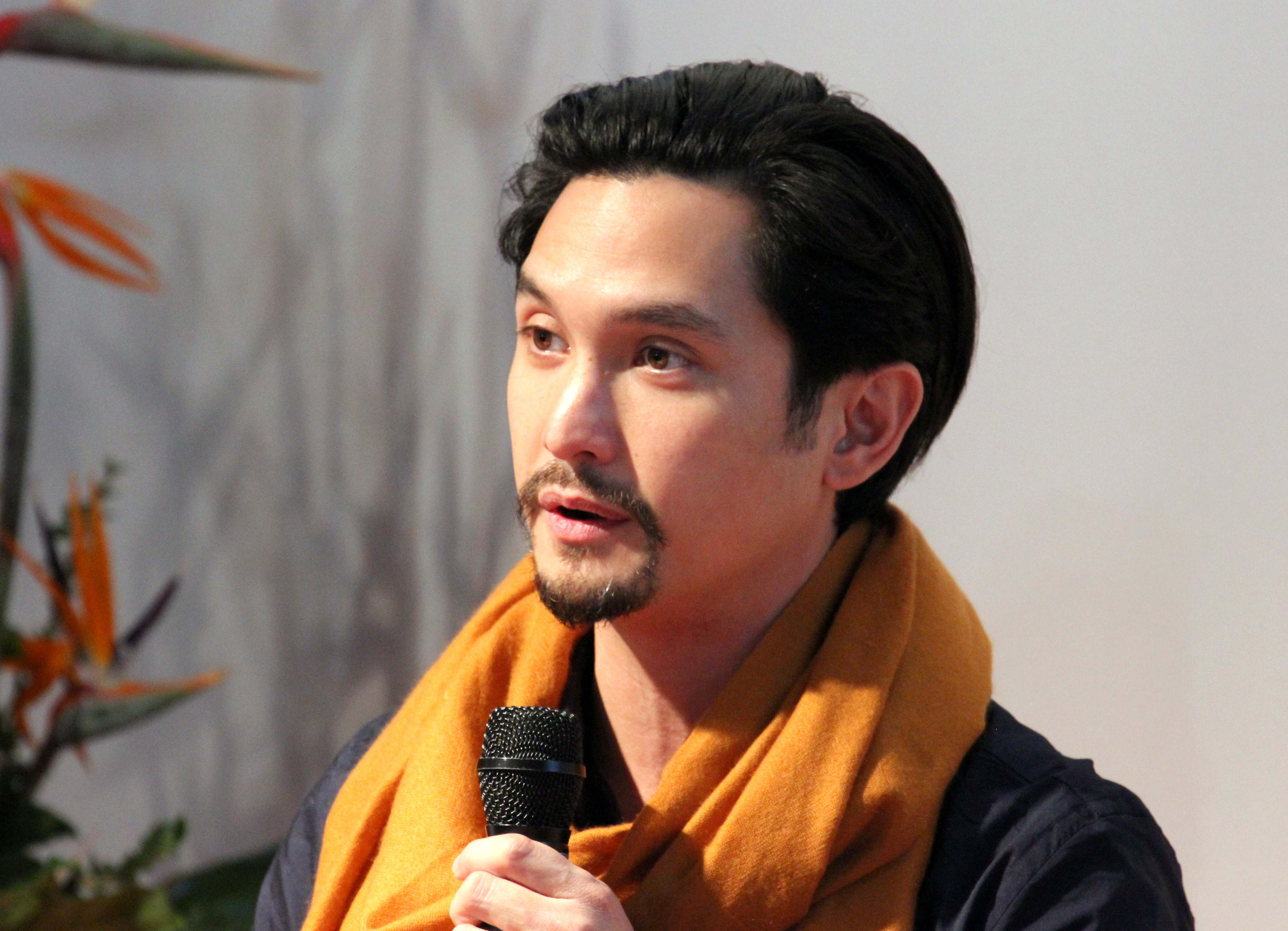
Miguel Syjuco auf der Frankfurter Buchmesse 2015

Miguel Syjuco (* 17. November 1976 in Manila, Philippinen) ist ein philippinischer Autor.

## Leben
Syjuco ist der Sohn des philippinischen Politikers Augusto Syjuco Jr., der mit der Partei der früheren philippinischen Präsidentin Gloria Macapagal-Arroyo zusammenarbeitete. Er beendete die High-School 1993 an der Cebu International School und errang einen Abschluss in Englischer Literatur an der Ateneo de Manila University in Manila im Jahre 2000. Dazwischen lagen Jahre des Exils zusammen mit seiner Familie in Kanada. 2004 schloss er mit einem  Master of Fine Arts (MFA) an der Columbia University in New York City ab. Er promovierte zum Dr. phil. an der University of Adelaide in Adelaide in Süd-Australien Anfang 2011.
Syjuco lebt seit 2004 überwiegend in Montreal, Québec, Kanada.

## Werk
Sein erster Roman Ilustrado aus dem Jahre 2008 wurde in der Folge preisgekrönt.

## Preise und Auszeichnungen
- 2008: Palanca Award, Philippinen: Großer Preis für ein Werk in englischer Sprache, Ilustrado
- 2008: Man Asian Literary Prize ebenfalls für Ilustrado
- 2010: Quebec Writers' Foundation Awards, Paragraphe Hugh MacLennan Prize for Fiction für Ilustrado
- 2010: nominiert für den Amazon.ca First Novel Award
- 2010: New York Times Book Review und Globe & Mail Top 100 für Ilustrado
- 2011: nominiert für den Premio Gregor von Rezzori (Florenz) und den Schweizer Jan Michalski Prize for Literature; jeweils auf den Auswahllisten für seinen Erstlingsroman
- 2011: Prix Courrier international für das beste ins Französische übersetzte Buch

## Veröffentlichungen
- Illustrado. Farrar, Straus & Giroux, New York City, USA 2010, ISBN 978-0-374174781.
  - Die Erleuchteten, übersetzt von Hannes Riffel. Klett-Kotta Verlag, Stuttgart 2011, ISBN 978-3-608-93891-3.
- I Was the President's Mistress!! A Novel. Farrar, Straus & Giroux, New York 2022, ISBN 978-0-374-60757-9.